# Emiel Van Goethem
Emiel Van Goethem (Gent, 30 juli 1847 - aldaar, 16 juli 1907) was een Belgisch uitgever.

## Levensloop
Emiel van Goethem nam in de jaren 1870 samen met zijn broer Hippoliet de boekhandel van zijn vader Crispijn Van Goethem over naast de Sint-Niklaaskerk in Gent. Ze breidden de zaak uit met een eigen uitgeverij, en publiceerden onder meer het verzamelde werk van Karel Lodewijk Ledeganck. 
Daarnaast was hij ook journalist en publicist van voornamelijk toneelteksten. Zo schreef hij in 1876 samen met Peter Benoit het drama De Pacificatie van Gent, naar aanleiding van de feesten rond de 300-jarige herdenking van deze gebeurtenis.